# François Prinsen
François Prinsen, född 30 december 1905, var en friidrottare från Belgien. Han deltog vid olympiska sommarspelen 1928.